# Astrofotografía

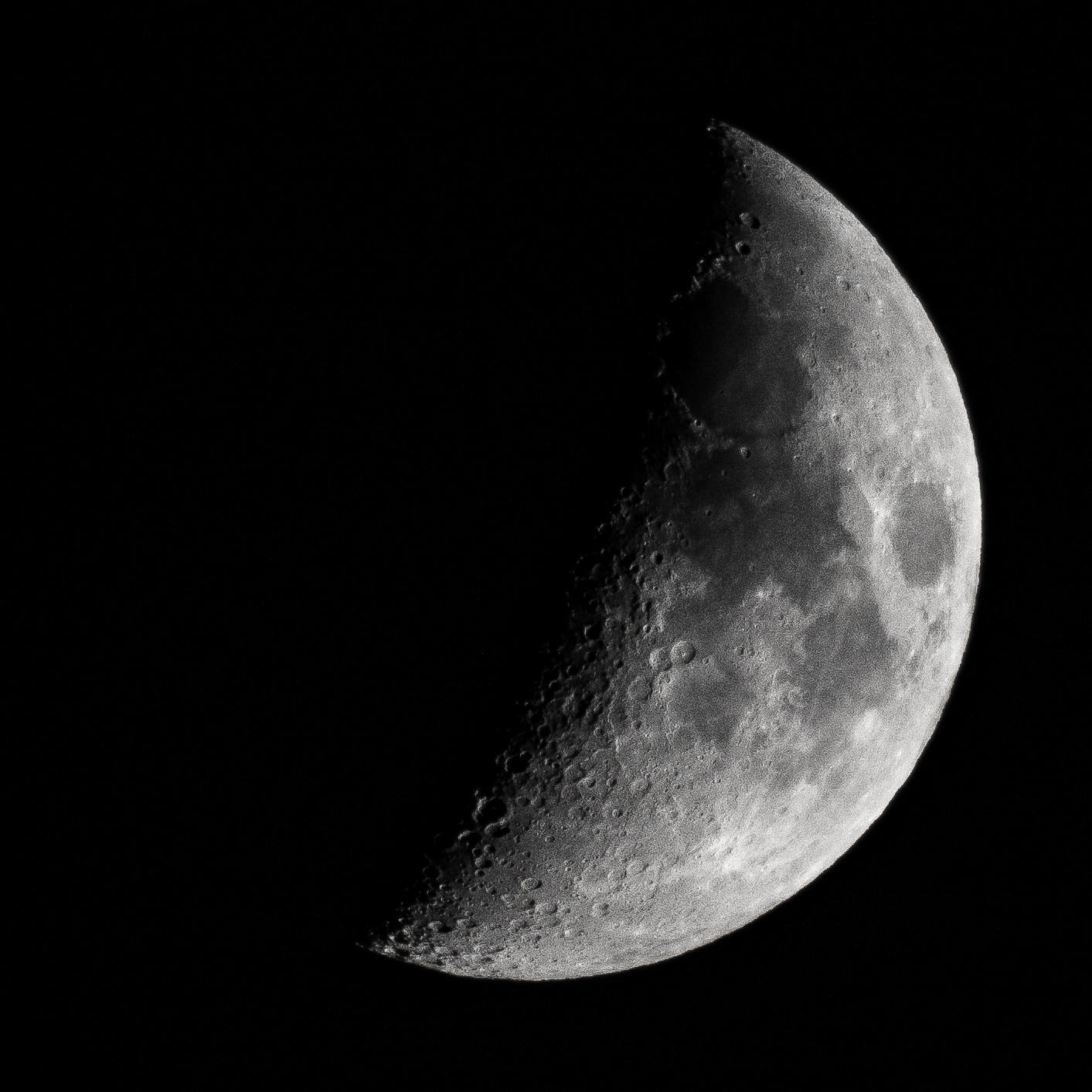
Fotografía de la Luna a 1/40 de segundo, con un telescopio refractor de 60 mm de diámetro y 700 mm de distancia focal.

La astrofotografía es una mezcla entre la fotografía y la astronomía amateur que consiste en la captación fotográfica de las imágenes de los cuerpos celestes. El empleo de la fotografía en la astronomía de cielo profundo supone una serie de ventajas respecto a la observación directa, por cuanto que la emulsión fotográfica, expuesta por un tiempo suficientemente largo, viene impresionada también de radiaciones visibles de intensidad demasiado débil para poder ser percibidas por el ojo humano, incluso con la ayuda de potentes telescopios.
Además el uso de emulsiones particularmente sensibilizadas permite el estudio de los cuerpos celestes que emiten radiaciones comprendidas en zonas del espectro luminosos a las cuales el ojo humano no es sensible. A menudo son usados también sistemas digitales, basados sobre CCD o CMOS, enfriados a bajísimas temperaturas para disminuir el ruido electrónico. Gracias al uso de filtros interferenciales, es también posible obtener fotografías sólo a la luz de algunas líneas espectrales, obteniendo por consiguiente informaciones sobre la composición de su fuente de luz.
Para la práctica de la astrofotografía, pueden emplearse cámaras digitales compactas de calidad y costo accesible, cuyas calidad de ópticas y opciones de configuración en los tiempos de exposición, sensibilidad, abertura y foco, permitan la obtención de imágenes más que aceptables.

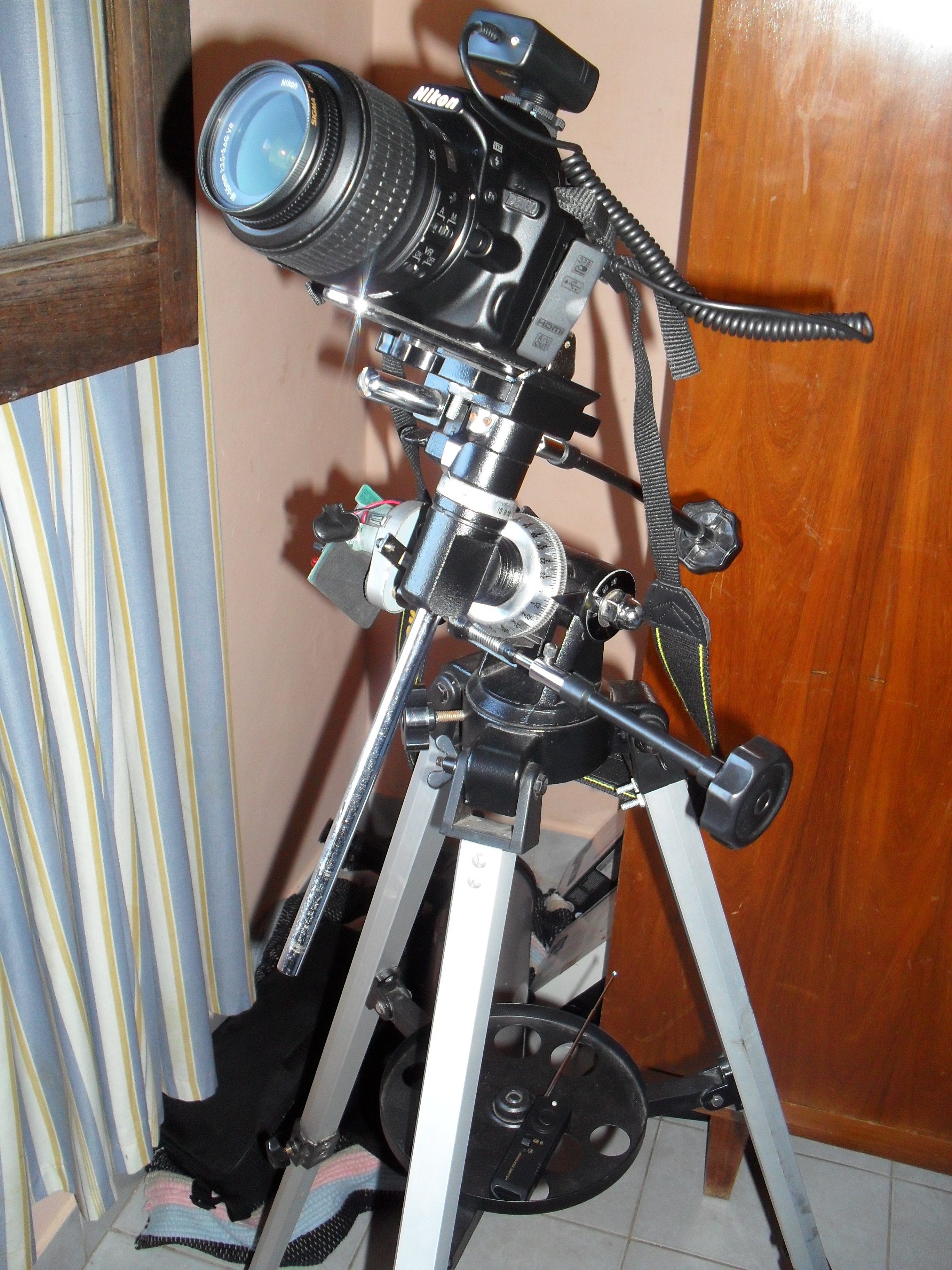
Cámara digital reflex montada a trípode ecuatorial con seguimiento simple.

Para fotografiar objetos del cielo profundo es recomendable el uso de cámaras réflex, por su amplia gama de opciones de exposición, focal, sensibilidad del sensor, etc. Las cámaras DSLR (Digital Single Lens Reflex) permiten adaptar el cuerpo a telescopios, logrando así tomas con más y mejores detalles.

## Historia
La importancia de la fotografía en la astronomía fue entendida desde la invención del daguerrotipo: en 1839,  François Arago, astrónomo director de las observaciones del Observatorio de París, ya propuso a la Cámara de Diputados comprar el proceso de Louis Daguerre «para ponerlo a disposición de Francia y del mundo». El primer uso de la  astrofotografía se le atribuye a John William Draper el 23 de marzo de 1840 por un daguerrotipo de la Luna.
La primera fotografía estelar propiamente dicha se atribuye a Bond y Whipple También se trata de un daguerrotipo, pero de la estrella Vega, la estrella principal de la constelación de Lyra. Esta imagen fue tomada en la noche del 16 al 17 de julio de 1850 con el telescopio del observatorio de la Universidad de Harvard. El primer objeto del cielo profundo fotografiado fue la gran nebulosa de Orión, tomada el 30 de septiembre de 1880 por Henry Draper, el hijo de John William Draper con un instrumento de un diámetro de 28 cm sobre una placa fotográfica de colodión húmedo.

C/1881 K1 fotografiado por Jules Janssen en el Observatorio de Meudon el 30 de junio de 1881.[2]
Galaxia Remolino el 30 de julio de 1897 por el observatorio de Meudon.
Creciente de Luna el 16 de febrero de 1899 por el Observatorio de Paris.
Corona solar  durante un eclipse total en Wadesboro (USA) el 28 de mayo de 1900 por el profesor Samuel Pierpont Langley.

## Tecnología
Hay diferentes técnicas de astrofotografía a nivel amateur. 
Star trail

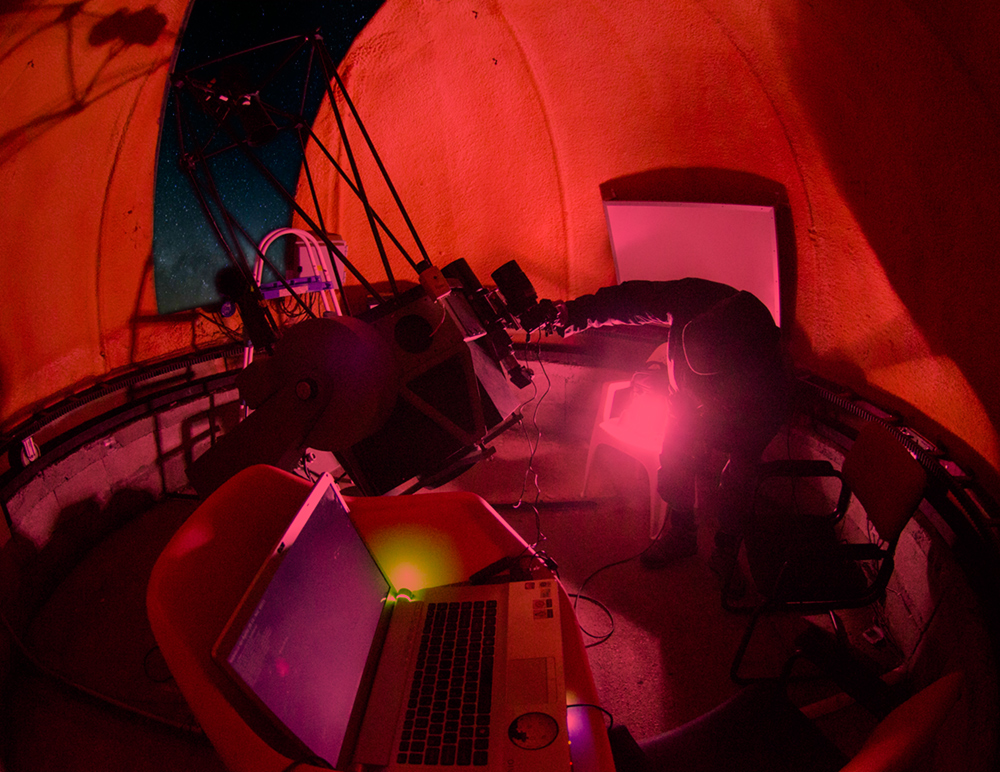
Observatorio Los Molinos. Trabajador en una ronda de astrofotografía mediante el telescopio Centurión.

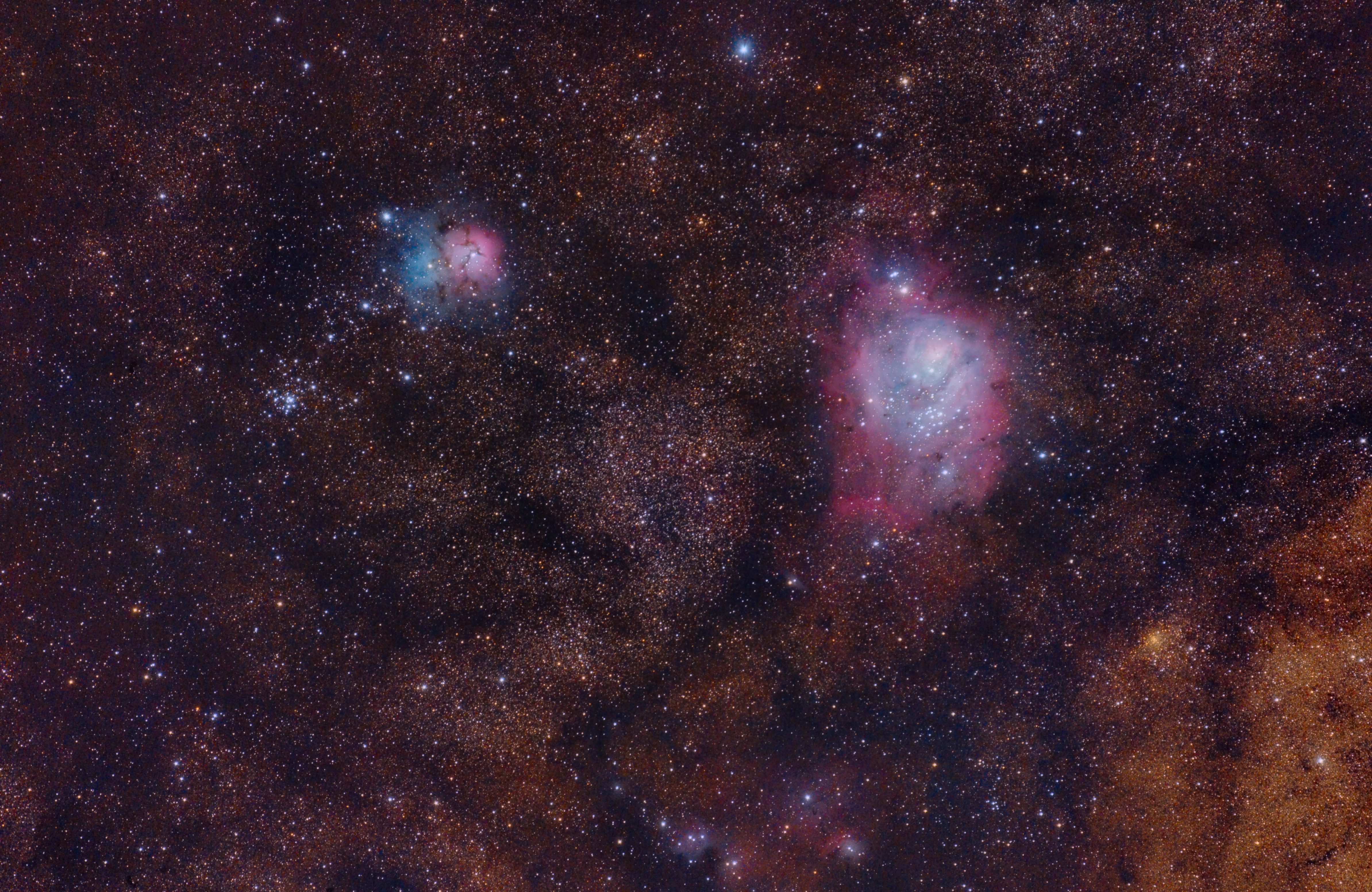
Las nebulosas Trífida (M20) y Laguna (M8), en Sagitario.

Son las imágenes en donde las estrellas dejan un rastro en el cielo, suele ser la técnica más común. Se pueden hacer con casi todo tipo de cámaras, montadas a un trípode.
Fotografía con seguimiento
Son las que se logran con equipos como telescopios computarizados o monturas motorizadas. Es una técnica que requiere mucha precisión y paciencia. 
Fotografías lunares y planetarias
Se pueden lograr con casi todas las cámaras, ya sea con objetivo directo, o proyección con ocular de un telescopio. También se pueden hacer fotos usando webcam.
Técnica de stacking

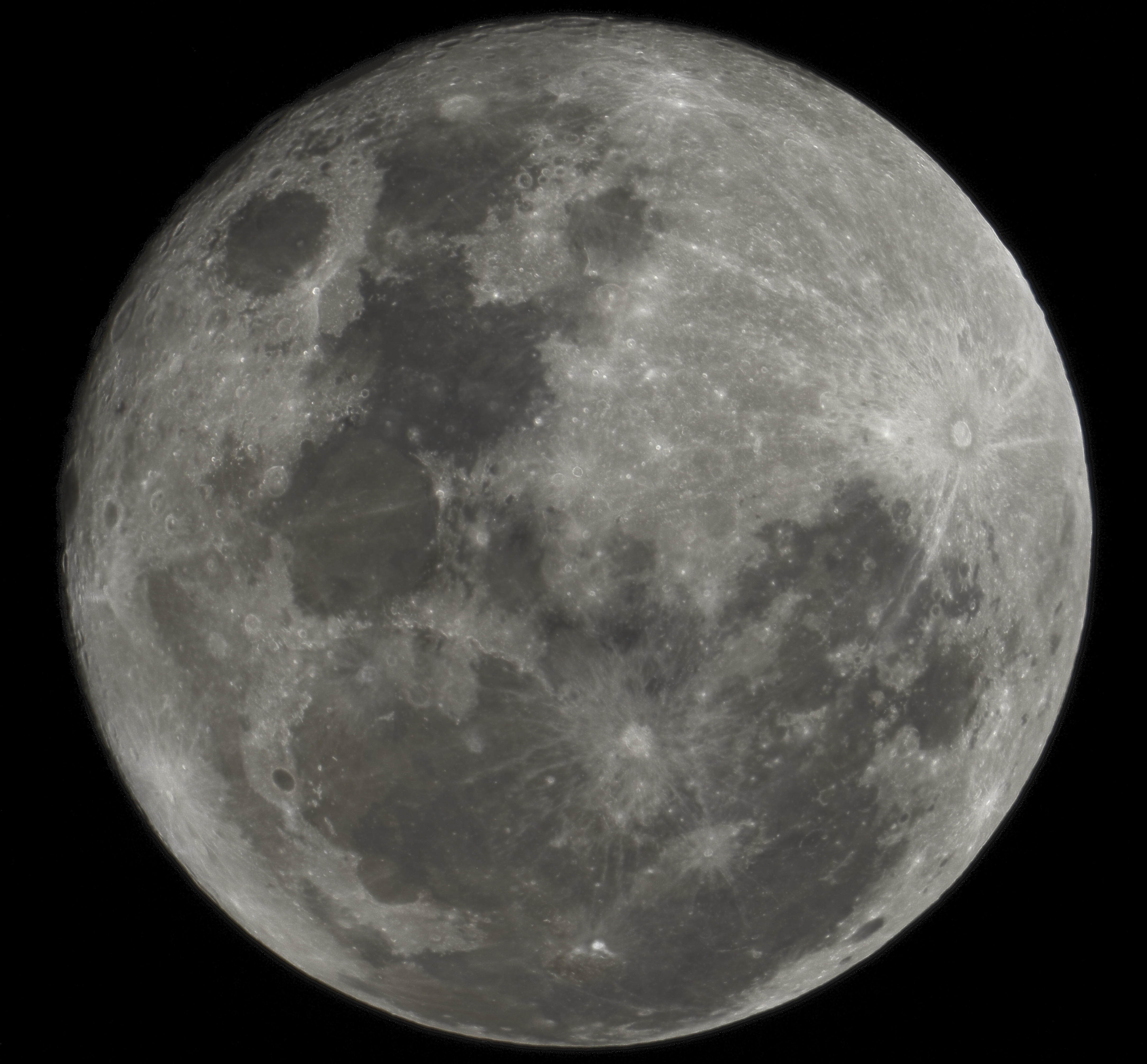
Luna en el hemisferio sur.

Esta técnica es utilizada tanto para fotografía planetaria y lunar como para fotografía de gran campo y cielo profundo (objetos messier incluidos). Consiste en capturar el astro en vídeo (resolución recomendada en VGA) un tiempo considerable, o realizar varias capturas fotográficas consecutivas. Con ayuda de software especialmente desarrollado para esta técnica, se apilan los mejores frames del video o las distintas fotografías tomadas, creando una sola toma y resaltando así drásticamente los detalles del objeto observado.
Los equipos necesarios para la práctica de astrofotografía amateur van desde simples cámaras con trípodes, hasta telescopios computarizados con autoguía verificada por ordenador.